# Campanula hercegovina
Espèce
Classification phylogénétique
La Campanule d’Herzégovine (Campanula hercegovina) est une espèce vivace de 10 à 20 cm originaire de Bosnie et d'Herzégovie. Elle pousse sur les crevasses et falaises calcaire.